# Novotroiițke, Berdeansk
Novotroiițke (în ucraineană Новотроїцьке) este o comună în raionul Berdeansk, regiunea Zaporijjea, Ucraina, formată numai din satul de reședință.

## Demografie
Componența lingvistică a comunei Novotroiițke
     Rusă (56,78%)
     Ucraineană (42,4%)
     Alte limbi (0,49%)
Conform recensământului din 2001, majoritatea populației comunei Novotroiițke era vorbitoare de rusă (56,78%), existând în minoritate și vorbitori de ucraineană (42,4%).